# Paolo Mazza
Paolo Mazza (Vigarano Mainarda, 21 luglio 1901 – Ferrara, 31 dicembre 1981) è stato un allenatore di calcio e dirigente sportivo italiano.
La sua carriera è legata prevalentemente alla SPAL e comunque al calcio italiano degli anni '50 e '60 del XX secolo.

## Carriera

### Giocatore e allenatore
Mazza nasce a Vigarano Mainarda, ma si trasferisce giovanissimo a Portomaggiore, comune del medio ferrarese, agli inizi del XX secolo, dedicandosi fin da giovanissimo ad una carriera da elettricista. Gioca anche a calcio, senza grande successo, nella squadra di Portomaggiore, la Portuense. Con la compagine rossonera milita negli anni venti e trenta in campionati minori e, una volta dismessa la maglia da calciatore, ne diviene allenatore in Serie C.
Nel 1936 viene chiamato per la prima volta ad allenare la SPAL, caduta in Serie C. Mazza la condurrà al terzo posto, sfiorando la promozione in Serie B, e tornerà ad allenarla nel 1939. Nel frattempo la SPAL aveva mutato il proprio nome in Associazione Calcio Ferrara. Nel dopoguerra Mazza - che nel frattempo ha strutturato la sua impresa impiantistica - diviene prima direttore sportivo della rinata SPAL e successivamente, nel 1946, presidente della società.

### Dirigente

#### SPAL

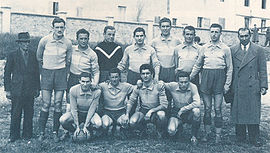
Paolo Mazza, primo da destra nella foto, nel 1946, durante la sua prima stagione da presidente biancazzurro

##### Gli inizi
A cavallo fra gli anni quaranta e cinquanta Mazza valorizza numerosi giovani calciatori fino a quel momento sconosciuti e nel 1948 vende alla Lazio Bruno De Lazzari, Serafino Montanari e il portiere Marco Brandolin, mentre alla Fiorentina cede il capocannoniere Egisto Pandolfini - acquistato per 3 milioni di lire e rivenduto a 16 milioni dopo che ha segnato 20 reti nel girone B della Serie B e che successivamente giocherà 21 partite segnando 9 reti in Nazionale, della quale divenne, per un periodo, il capitano - che spiccano il volo in Serie A. L'anno successivo è il turno di Attilio Frizzi, che con 25 gol è nuovamente capocannoniere e che passa al Torino, e Valentino Valli, ceduto al Como; nel 1950 la coppia d'attacco De Vito-Ciccarelli (pagato 700.000 lire) viene ceduta alla Triestina per 35 milioni.
Nel 1952 tocca a Fulvio Nesti che, acquistato per 700.000 lire, passa all'Inter per 40 milioni. Successivamente Nesti andrà in Nazionale e nella squadra nerazzurra giocherà 123 partite di campionato? vincendo due scudetti. Sempre nel 1952 Andrea Marzani va al Torino.

##### Anni '50
Nel 1951, con Mazza presidente, la SPAL ritorna in Serie A - la prima volta da quando era stato istituito nel 1929 il girone unico - con una squadra guidata da Antonio Janni, che inanella 20 risultati utili consecutivi, di cui 18 vittorie.
Nel 1953 Mazza compie due importanti colpi di mercato: vende al Napoli Ottavio Bugatti per 55 milioni ed alla Lazio Alberto Fontanesi. Viene inoltre ceduto al Genoa il danese Niels Bennike. Questi ulteriori movimenti di mercato, con buone plusvalenze, gli consentono di mantenere la SPAL in Serie A per tredici anni consecutivi. Si consacra quindi la leggenda del Mago di campagna, che acquista sconosciuti in giro per l'Italia per farli diventare grandi calciatori.
Sempre nella prima metà degli anni cinquanta lancia e cede successivamente calciatori del calibro di Rinaldo Olivieri alla Lazio (approderà successivamente all'Atalanta), Gianfranco Dell'Innocenti all'Udinese, Giorgio Bernardin - che nel 1954 passa all'Inter indieme a Pietro Broccini e Sergio Morin - e molti altri ancora.
Contribuì a modernizzare in modo sostanziale il calciomercato: insieme a Renato Dall'Ara presidente del Bologna e al principe Raimondo Lanza di Trabia, presidente del Palermo, fu il vero inventore del calcio mercato che, a partire dalla fine degli anni cinquanta, ebbe a Milano una sede fissa.
Grazie al suo grande fiuto scopritore di giovani talenti, nel 1958 la SPAL fornì all'allora Nazionale Under-19 uno degli ultimi suoi azzeccati acquisti, Roberto Oltramari, proveniente da Sustinente in provincia di Mantova. Quella nazionale, in cui giocavano anche Enrico Albertosi, Mario Corso, Sandro Salvadore, Bruno Bolchi e Mario Trebbi, partecipò al Campionato Europeo di categoria inLussemburgo, laureandosi campione d'Europa battendo in finale l'Inghilterra per 1-0 proprio grazie al gol dello spallino Roberto Oltramari.

Una formazione della SPAL nella stagione 1959-1960, migliore piazzamento estense in serie A (5º posto)

Nel 1959 Mazza portò a Ferrara l'argentino Oscar Massei e lo trasformò da centravanti in regista. Giocò con la SPAL 210 partite in Serie A, detenendo, assieme ad Aulo Gelio Lucchi, il record di presenze spalline nella massima serie e con 47 reti ne è il capocannoniere.
Mazza portò a Ferrara anche altri giocatori all'apparenza agli sgoccioli della propria carriera o in fase ritenuta declinante, che vissero invece nella città estense una seconda giovinezza, come Cervato, Rancilio, Trevisani, Cominelli, Bertocchi, Biagiotti, Guaita, Carlini, Pellicari, Colombi, Dal Pos, Badiali, Quaresima, Delfrati, l'ungherese Vinyei, gli svedesi Lofgren, Sandell e Ekner, il turco Bülent, il danese Ørnvold, Mialich, Cappa, Titta Rota, Villa, Ganzer e l'ex Napoli Vitali. Successivamente con Mazza giungeranno a Ferrara alla soglia dei trent'anni anche Bagnoli, Muzzio, Bean e Bianchi.

##### Anni '60 e '70
Il primo ciclo della SPAL in Serie A si chiude nel 1964 ed in quei tredici anni Mazza sforna nuovi campioni come, fra i tanti, Busnelli, Castoldi, Stefanini I, Costantini, Zaglio, Carpanesi, Picchi, Bozzao, Novelli, Malatrasi, Morbello, Balleri, Gori, Bigon, Dell'Omodarme, Morin, Di Giacomo, Bui, Micheli, Corelli, Gasperi, Rozzoni, Muccini, Olivieri, Reja, Galli, Pasetti, Innocenti, Reif, Giovanni Improta e Capello, prelevato dal Pieris. Capello, acquistato per 2 milioni di lire, venne rivenduto nel 1967 alla Roma per 250 milioni.
Dopo un anno di purgatorio la SPAL di Mazza torna nel 1965 in Serie A dove rimarrà sino al 1968. Poi un'ulteriore retrocessione in Serie C dove la SPAL resterà sino al 1973 per tornare fra i cadetti con Mario Caciagli allenatore e Franco Pezzato cannoniere. Mazza resterà presidente della squadra sino al 1976 quando, in modo poco elegante, verrà costretto alle dimissioni dalla società.
In questi ultimi anni Mazza comunque riuscirà a lanciare Renato Cipollini, Giuliano Bertarelli, Roberto Marconcini, Domenico Parola, Paolino Stanzial, Arturo Bertuccioli, Gianfranco Casarsa, Oscar Righetti, Ruben Buriani, Bruno Zanolla, Giuliano Musiello, Ugo Tosetto, Luigi Delneri, Ferdinando Donati, Tiziano Manfrin e Sergio Domini. Inoltre, nell'era Mazza la SPAL vinse lo scudetto Primavera nel 1965 e quello De Martino nel 1968; quei trofei testimoniano la grande importanza che il suo presidente assegnò al vivaio giovanile, sino al punto da costruire a Ferrara il Centro Giovanile di Addestramento, esempio di lungimiranza poi imitato da club più blasonati e facoltosi di quello emiliano.

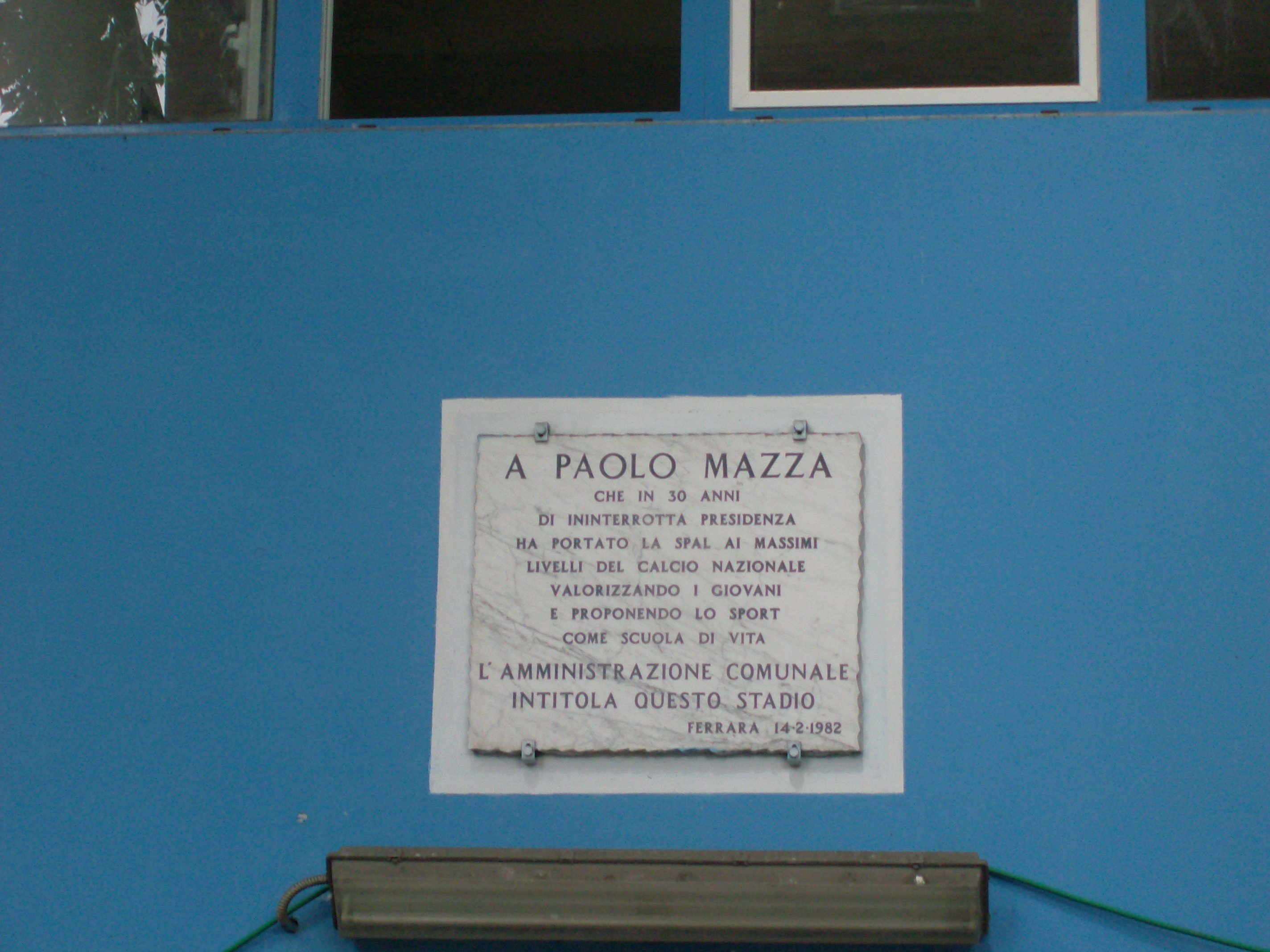
Targa commemorativa dedicata a Paolo Mazza, posta sotto la tribuna dello stadio Comunale a lui intitolato.

Mazza morì il 31 dicembre 1981. È sepolto nel cimitero di Ferrara.

#### La nazionale e gli incarichi federali
Mazza ricoprì numerosi incarichi federali, grazie anche alla solida alleanza stabilita con il presidente della FIGC, il ferrarese Giuseppe Pasquale presidente dal 1961 e sino al 1966. Tra questi incarichi ricordiamo la vicepresidenza della Lega Calcio ma soprattutto l'occasione di guidare con Helenio Herrera e Giovanni Ferrari in un primo breve periodo, e con Ferrari poi, la Nazionale italiana che risultò esclusa dopo la prima fase eliminatoria, ai Mondiali di Calcio del Cile nel 1962. Quest'ultima avventura fu segnata dall'arbitraggio, rimasto tristemente famoso, dell'inglese Ken Aston in quella che venne definita come la "Battaglia di Santiago". Il suo bilancio come CT resta comunque ragguardevole: su 5 partite 3 vittorie, 1 pareggio e un'unica sconfitta, quella con il Cile appunto, che gli fece dire amaramente: Non ho fatto nessun fiasco, ho perso 1 partita in 9 uomini dopo 13 minuti, tutto qui.
L'occasione di guidare la Nazionale, in coppia con Giuseppe Viani, era per la verità già stata prospettata a Mazza alcuni anni prima, ma egli rifiutò apparentemente per volersi dedicare alla SPAL, ma forse perché non voleva affiancarsi allo scomodo Viani, preferendo successivamente il tandem con il ben più accomodante Ferrari. Curiosamente con Mazza e Ferrari avrebbe dovuto sedere sulla panchina azzurra anche Helenio Herrera che prima accettò l'incarico ma successivamente, per le differenze caratteriali con Mazza e la sua riluttanza nell'accettare condizionamenti, rifiutò. Mazza è stato anche, nel 1965, selezionatore dei 2 incontri che la rappresentativa italiana di Serie B ha giocato in quell'anno.
Venne anche insignito del titolo di Commendatore.

#### I rapporti con gli allenatori
Numerosi furono gli allenatori che con Mazza guidarono la SPAL. Bisogna ricordare che Mazza, in possesso del patentino di allenatore, andò anche per lunghi anni in panchina e nei suoi confronti, nel 1966, scattò l'espulsione da parte di Concetto Lo Bello che a Genova gli impedì di restare in panchina affiancando l'allenatore. Tra questi si ricordano Euro Riparbelli, Guido Testolina, Antonio Janni, Fioravante Baldi, Bruno Biagini, Luigi Ferrero, Giovan Battista Fabbri, Francesco Petagna, Serafino Montanari, Paolo Tabanelli, Giacomo Blason, Tito Corsi, Umberto Pinardi e Cesare Meucci. L'unico che seppe imporsi veramente senza essere cacciato fu Mario Caciagli. Mazza tenne Caciagli per tre anni soprattutto perché era entrato nella leggenda spallina per la clamorosa rimonta che seppe orchestrare nel 1973 con la conseguente promozione in Serie B, ma colse l'opportunità, al primo risultato avverso, di avvicendarlo e riprendere il controllo della squadra affidandola al più remissivo Guido Capello. Mazza non si avvalse mai di alcun direttore sportivo.

## Riconoscimenti postumi
A seguito della sua morte gli venne intitolato, nel 1982, lo stadio comunale di Ferrara e successivamente, in onore dei tanti ragazzi del vivaio lanciati da Mazza, la società biancazzurra iniziò ad organizzare ogni anno, a primavera, un torneo di calcio a lui dedicato.